# تعدين خام الحديد السويدي خلال الحرب العالمية الثانية
كان خام الحديد السويدي عاملًا اقتصاديًا مهمًا في الجبهة الأوروبية في الحرب العالمية الثانية. حرصت ألمانيا النازية والحلفاء على السيطرة على منطقة التعدين في أقصى شمال السويد، المحيطة ببلدتي التعدين في ياليفاره وكيرونا. ازدادت أهمية هذه المسألة بعد أن انقطعت مصادر الحديد الأخرى عن ألمانيا بسبب الحصار البحري البريطاني خلال معركة الأطلسي. كان الدافع الرئيس وراء دعم بريطانيا وفرنسا المخطط لفنلندا في حرب الشتاء، والاحتلال الألماني التالي للدنمارك والنرويج (عملية فيزروبونغ)، هو السيطرة على خام الحديد وحرمان بعضهم منه لأنه مثل أهمية حاسمة لإنتاج الصلب في زمن الحرب.
شعر ونستون تشرشل، الذي كان آنذاك كبير القادة البحريين الأول، بالقلق إزاء صادرات خام الحديد السويدية المتجهة إلى ألمانيا، وضغط على الحكومة البريطانية لاتخاذ إجراءات عسكرية لإنهاء هذه التجارة. منذ بداية الحرب حاول تشرشل إقناع زملائه بإرسال أسطول بريطاني إلى بحر البلطيق لوقف الشحنات البحرية التي تصل إلى ألمانيا من مينائي خام الحديد السويدي لوليو وأكسلوسون. أطلق على العملية اسم عملية كاثرين، وخططها أميرال ويليام بويل (إيرل كورك وأوريري الثاني عشر)، لكن الأحداث في ذلك الوقت تسببت في إلغائها. لاحقًا، عندما جمدت موانئ البلطيق وبدأ الألمان بشحن خام الحديد من ميناء نارفيك النرويجي، ضغط تشرشل على البحرية الملكية لزرع الألغام في الساحل الغربي للنرويج لمنع الألمان من السفر داخل المياه الإقليمية المحايدة، بالتالي الهروب من تدابير مراقبة الحلفاء.

## خلفية عامة

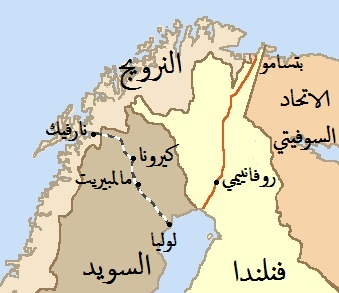
يجري استخراج خام الحديد في كيرونا ومالمبيريت وينقل عبر خطوط السكك الحديدية إلى مينائيّ لوليو ونارفيك

مع بداية القتال في 3 سبتمبر 1939، كررت بريطانيا وفرنسا الحصار المفروض على ألمانيا، والذي كان له تأثير كبير طوال الحرب السابقة. تمكنوا من القيام بذلك لأنهم كانوا يملكون قوات بحرية أكثر قوة بكثير من ألمانيا، البلد الذي يفتقر إلى الموارد الطبيعية ويعتمد بشدة على الواردات. ربما كانت أكثر مادة تحتاجها ألمانيا هي خام الحديد، الذي كان إمداده الثابت أمرًا لا بد منه من أجل الصناعات خصوصًا الحربية لدعم اقتصادها العام.
قبل عام من الحرب، حصلت ألمانيا على 22 مليون طن من خام الحديد من مصادر مختلفة. على الرغم من أنها كانت قادرة على إنتاج حوالي 10 ملايين طن من خام الحديد كل عام، إلا أنه كان بجودة منخفضة وبحاجة إلى أن يتم خلطه مع مواد عالية الجودة من بلدان أخرى مثل السويد، التي زودتها سنويًا بتسعة ملايين طن: 7 منها من كيرونا وياليفاره في لابلاند، و2 مليون من حقول خام السويد الوسطى شمال غرب ستوكهولم.
مع إعلان الحرب وبدء الحصار، خسرت ألمانيا الكثير من مصادر هذه الإمدادات الأجنبية، وعلى الرغم من أنها احتفظت بإمكانية الوصول إلى 3 ملايين طن سنويًا من النرويج المحايدة ولوكسمبورغ، إلا أنها خسرت الواردات من المغرب وإسبانيا، وبالتالي، ازدادت أهمية إمدادات خام الحديد المتبقية من الدول الاسكندنافية المحايدة. أعلن القائد العسكري الألماني رايدر ورئيس البحرية الألمانية أنه «سيكون من المستحيل تمامًا شن حرب إذا لم تتمكن البحرية من تأمين امدادات خام الحديد من السويد».
كانت بريطانيا، التي استوردت هي نفسها كميات كبيرة من خام الحديد، على علم تام بالصادرات السويدية إلى ألمانيا، ومن خلال نظامها لمراقبة السلع، كانت توقف بشكل روتيني سفن جميع الدول لضمان عدم تسليمها إمدادات هامة للعدو. اعتبرت ألمانيا أن الحصار المفروض عليها غير شرعي، ولمواجهته شرعت في بدء حرب غواصات عشوائية، إذ يمكن مهاجمة العدو والسفن المحايدة دون سابق إنذار. نتيجة لذلك، وخلال الأشهر التسعة الأولى من الحرب، غرق عدد كبير من السفن المحايدة مع خسائر كبيرة في الأرواح.
كان الحلفاء حريصين على إظهار الأخلاق العالية في الميدان، وشددوا في كل فرصة على التفريق بين نهجهم ونهج عدوهم، وكانوا يدركون أن العديد من بحارة الدول المحايدة اعتمدوا على التجارة مع ألمانيا لكسب رزقهم، لذلك حرصوا خلال بدايات الحرب على عدم التعامل بشدة أو قسوة مع السفن غير المقاتلة والمحايدة خوفًا من أن يتسبب الحصار بانضمام دولها إلى جانب ألمانيا في الحرب.
شكلت الاتفاقية البحرية الأنجلو ألمانية لعام 1935، التي أبرمت بين بريطانيا وألمانيا، انتهاكًا خطيرًا لاستقلال السويد وسياستها المتمثلة في الحياد السلمي. على الرغم من الأحكام الواردة في معاهدة فرساي، فقد سمحت الاتفاقية لألمانيا بزيادة حجم قواتها البحرية إلى ثلث حجم قوات البحرية الملكية، الأمر الذي سيمكنها عند اكتمال ذلك عام 1942 من السيطرة على منطقة البلطيق.

## محاولات بريطانية لإعاقة التجارة بين ألمانيا والسويد
منذ بداية الحرب، بذل ونستون تشرشل جهودًا كبيرة في محاولة لإقناع زملائه في الحكومة البريطانية باتخاذ إجراءات لوقف تصدير خام الحديد. في 16 ديسمبر 1939، أصدر مذكرة إلى مجلس الوزراء جاء فيها:
«يجب فهم أن الإمداد الكافي من خام الحديد السويدي أمر مهم جدًا بالنسبة لألمانيا... إن وقف صادرات الخام النرويجية إلى ألمانيا يعد عملية هجومية كبرى في الحرب. ليس هناك أي إجراء آخر مفتوح أمامنا لأشهر عديدة قادمة ما يعطينا فرصة جيدة للغاية لتقليص الصراع ورأبه، أو ربما منع المذابح الشاسعة التي ستشارك فيها الجيوش.»
رغم أن العديد من زملاء تشرشل في أواخر عام 1939 اتفقوا على ضرورة اتخاذ تدابير لتعطيل حركة مرور خام الحديد، إلا أنهم قرروا عدم استخدام الألغام.
في ذلك الوقت كانت المفاوضات حول منح بريطانيا حقوقًا لأسطول الشحن التجاري النرويجي بأكمله في مرحلة حساسة، وقدمت وزارة الخارجية البريطانية حججًا مقنعة لكسر حياد النرويج. في عام 1915 (أثناء الحرب العالمية الأولى) اضطرت بريطانيا إلى الاعتذار إلى النرويج بسبب انتهاك السفن الحربية البريطانية لمياهها الإقليمية عقب الاستيلاء على سفينة ألمانية ضمن حدود ثلاثة أميال. مع اقتراب نهاية الحرب العالمية الأولى، حث البريطانيون والأمريكيون والفرنسيون النرويجيين على زرع ألغام بحرية في سكيجارجارد لمنع السفن والغواصات الألمانية من استخدام مياهها الإقليمية كطريق التفافي حول حقل الألغام البحري في بحر الشمال، وهو حقل ألغام ضخم وُضع من اسكتلندا إلى النرويج كجزء من إستراتيجية الحصار السابقة.
على الرغم من العلاقات الدبلوماسية المتبادلة، أبلغت بريطانيا النرويجيين أن سكيجارجارد كان على وشك أن يزرع بالألغام في يناير 1940، ولكن أُجِّل ذلك بعد اعتراضات من النرويج والسويد.
في فبراير 1940، اندلع نزاع دبلوماسي آخر حول مزاعم إساءة استخدام المياه الإقليمية للنرويج بين حكومات كل من بريطانيا والنرويج وألمانيا في أعقاب حادثة ألتمارك. رصدت طائرة بريطانية ناقلة ألمانية كانت تحاول العودة إلى وطنها عبر الممر النرويجي، وكانت تحمل أسرى حرب بريطانيين، فطاردتها المدمرات، ما أجبرها في نهاية المطاف على الاصطدام في الصخور.
في مساء 21 مارس 1940، اعترضت الغواصة البريطانية أتش أم أس أورسولا (التي ألحقت ضررًا بالسفينة الحربية الألمانية ليبزيغ في هيليجولاند بايت في ديسمبر الماضي) سفينة خام الحديد الألمانية هيدرهيم (بالألمانية: Hedderheim)‏، وهي في طريقها من نارفيك، وغرقت على بعد ثمانية أميال قبالة ساحل الدنمارك، وتم إنقاذ طاقمها.  اعتبر ذلك مؤشرًا على أن بريطانيا اتخذت أخيرًا خطوات لإنهاء تصدير الحديد، وخلال الأيام التالية، غرقت عدة سفن ألمانية أخرى عند مدخل البلطيق. بعد ورود أنباء عن وجود مدمرة بريطانية قوية وقوات غواصة متمركزة في سكاغيراك، أمرت برلين كل سفنها على طول طريق بالتوجه إلى الميناء فورًا.
بات واضحًا للجميع الآن أن الحرب الزائفة كانت على وشك الانتهاء. بعد إعاقة السفن الألمانية العابرة في مياههم بألغام مغناطيسية جديدة مميتة، وقلق عام من أن ألمانيا تمكنت من التغلب على أسوأ آثار الحصار، اجتمع المجلس الأعلى للحرب في لندن في 28 مارس 1940 لمناقشة إستراتيجية تكثيف الحرب الاقتصادية.
أخيرًا، في 3 أبريل، أعطى مجلس وزراء الحرب الإذن بتلغيم سكيجارجارد. في صباح يوم الاثنين 8 أبريل 1940، أبلغ البريطانيون السلطات النرويجية بنواياهم، وعلى الرغم من الاعتراضات والمطالب النرويجية بإزالتها فورًا، فقد نفذ لك. كانت الاستعدادات الألمانية لغزو النرويج جارية على قدم وساق بسبب حقل الألغام هذا الذي وضع بالفعل في طريق فيستفيورد المؤدي مباشرة إلى نارفيك.

## بعد غزو النرويج
على الرغم من تحذيرات عدد من المصادر الحليفة والمحايدة بشأن الغزو الوشيك، إلا أن النرويجيين لم يكونوا على استعداد لذلك، في 9 أبريل 1940، بدأ القوات الألمانية في الهبوط في المناطق النرويجية الرئيسية ستافانغر، وأوسلو، وتروندهايم وبيرغن ونارفيك.
حاول البريطانيون والفرنسيون مساعدة النرويجيين، وهبطت قوات كبيرة منهم في نارفيك في 14 أبريل، وقاتلوا في معارك بحرية شرسة قبالة الساحل.
أنزل الحلفاء مزيدًا من قواتهم في الفترة ما بين 18 و 23 أبريل (معركة نارفيك)، ولكن الألمان كانوا قد تغلغلوا بالفعل وبسطوا سيطرتهم، واستسلمت الحكومة النرويجية في 9 يونيو 1940. اجتاز خط سكة الحديد جسر نوردال الكبير، الذي جهز ليتم تفجيره في حالة الحرب. كانت هناك محاولة لتفجير هذا الجسر في 14 أبريل، لكن نقص الخبرة والمتفجرات أدى إلى أن تكون الأضرار غير كبيرة، وأصلحت بسرعة إلى حد ما، واستخدم الجسر لنقل الخام طوال الحرب.
بعد وقت قصير من احتلال الألمان للنرويج بالكامل، شرعوا في الضغط على السويد للسماح للقوات الألمانية غير المسلحة بالسفر على شبكة السكك الحديدية السويدية من وإلى النرويج. في 8 يوليو 1940، توصل الطرفان إلى اتفاق بشأن ذلك.
استمر شحن إمدادات خام الحديد التي كثيرًا ما خضعت للحماية البحرية السويدية من خلال البلطيق إلى ألمانيا، وكان تنقل في بعض الحالات بسفن نقل سويدية. بعد الغزو الألماني لروسيا، حاولت الغواصات السوفيتية إغراق سفن خام الحديد في بحر البلطيق، فأغرقت سفينة الركاب السويدية هانسا في 24 نوفمبر 1944، ما أدى إلى وفاة 84 شخصًا بينهم أطفال.